# Liste der Denkmale in Schönebeck (Elbe)
In dieser Liste sind die Denkmale in Schönebeck (Elbe) aufgeführt. Als Denkmal im Sinne dieser Liste gelten Denkmale und Gedenktafeln, die sich im öffentlich zugänglichen Raum befinden. Nicht alle als Denkmal geltenden Objekte in dieser Liste unterliegen selbst dem Denkmalschutz.
In dieser Liste nicht enthalten sind:
- Kunstwerke, die nicht dem Gedenken an bestimmte Personen, Personengruppen oder Ereignisse dienen,
- Stolpersteine (siehe hierfür die Liste der Stolpersteine in Schönebeck (Elbe))

| Bild | Name                                                                                  | Künstler        | Datierung | Standort Lage                                             | Anmerkungen |
| ---- | ------------------------------------------------------------------------------------- | --------------- | --------- | --------------------------------------------------------- | --- |
|      | Denkmal für Otto von Bismarck                                                         | N.N.            | 1895      | Bierer Berg ·                                             | Denkmal für den deutschen Reichskanzler Otto von Bismarck. 1999 wurde eine neue Gedenktafel mit der Inschrift „Dem großen Deutschen Fürst Otto von Bismarck zum 1. April 1895“ sowie kleiner darunter „zur Erinnerung an das Wirken des Verschönerungsvereins, die Stadt Schönebeck (Elbe) im Jahr der 775 Jahrfeier“ |
|      | Denkmal für Heinrich Mentzel                                                          | N.N.            | 1902      | Solepark Schönebeck Salzelmen ·                           | Heinrich Mentzel, deutscher Bergbeamter und Salzamtsdirektor der Saline Schönebeck |
|      | Denkmal für Dr. Johann Wilhelm Tolberg                                                | Bärbel Feldbach | ---       | Solepark Schönebeck Salzelmen ·                           | Johann Wilhelm Tolberg, deutscher Mediziner |
|      | Holocaust-Mahnmal                                                                     | Christof Grüger | 1998      | Gedenkpark an der Nikolaistraße in Schönebeck (Elbe) ·    | Das Mahnmal Sehende Hände ist Teil des Gedenkparkes an der Nikolaistraße |
|      | Mahnmal an die Opfer von Flucht und Vertreibung                                       | N.N.            | 1995      | Gedenkpark an der Nikolaistraße in Schönebeck (Elbe) ·    | Teil des Gedenkparkes an der Nikolaistraße, errichtet auf Initiative des Bundes der Vertriebenen |
|      | Mahnmal an die Opfer des Faschismus                                                   | Richard Horn    | 1951      | Gedenkpark an der Nikolaistraße in Schönebeck (Elbe) ·    | Teil des Gedenkparkes an der Nikolaistraße |
|      | Denkmal zur Erinnerung an die Vereinigung Alt- und Groß-Salze                         | N.N.            | ---       | Magdeburger Straße in Schönebeck (Elbe) ·                 | Der Gedenkstein wird allgemein als „Der große Stein“ bezeichnet. |
|      | Gedenkstein in der Ehrenanlage für Opfer des Faschismus Friedhof SBK-Frohse           | N.N.            | ---       | Friedhofsweg in Schönebeck (Elbe) ·                       | Der Gedenkstein ist zentraler Teil der Ehrenanlage auf den Friedhof Schönebeck-Frohse für Opfer des Faschismus (Familie Kinder, Walter Petzold, Gustav Brandt, Georg Nolepa und Fritz Herzog). |
|      | Gedenktafel am Schalom-Haus Schönebeck (Elbe)                                         | N.N.            | ---       | Republikstraße 43 in Schönebeck (Elbe) ·                  | Die Tafel dient dem Gedenken an die Zerstörung und der Restauration der Schönebecker Synagoge und befindet sich in der Republikstraße am heutigen Schalom-Haus, dem Gotteshaus der Evangelisch-Freikirchlichen Gemeinde Schönebeck (Elbe).                                                                            |
|      | Ehrenhain für gefallene Rotarmisten und Kriegsgefangene Ostfriedhof Schönebeck (Elbe) | N.N.            | ---       | Barbarastraße / Sachsenlandstraße in Schönebeck (Elbe) ·  | Der Obelisk in einem kleinen Ehrenhain erinnert an gefallene Rotarmisten, Kriegsgefangene und Zwangsarbeiter. |
|      | Otto-Kresse-Gedenktafel am Kulturhaus Felgeleben Schönebeck (Elbe)                    | N.N.            | ---       | Gnadauer Straße 17 Ecke Feldstraße in Schönebeck (Elbe) · | Die Tafel am Kulturhaus des Ortsteiles Felgeleben (Gnadauer Str. Ecke Feldstr.) dient dem Gedenken an den 1933 ermordeten sozialdemokratischen Gewerkschafter Otto Kresse. |